# Henri Guingot
Henri Guingot, né le 21 juin 1897 à Nancy (Meurthe-et-Moselle) et mort le 25 avril 1952 à Épinal (Vosges), est un dessinateur et sculpteur français, devenu conservateur des musées des Vosges.

## Biographie
Né le 21 juin 1897 à Nancy, Henri Guingot est le fils de Louis Guingot,  peintre de l' école de Nancy, ce qui l'amène à côtoyer dès son plus jeune âge Louis Majorelle ou Émile Gallé entre autres. Après son certificat d'étude, il entre à l'École nationale supérieure d'art de Nancy où il suit des cours de sculpture et de modelage sous l'égide de Victor Prouvé . En 1914, il participe avec son père à l'élaboration des premières tenues de camouflage. En 1915, à 17 ans, il est engagé volontaire  dans la Grande Guerre et en revient avec de nombreuses décorations. Démobilisé, il assiste d'abord son père dans son atelier, puis Charles Despiau. En 1929, il épouse Mercédès Stouls et réside alors à Épinal. En 1940, il est de nouveau mobilisé. Il participe à la Résistance. En 1943, il devient conservateur-adjoint du musée d'Épinal avant de créer en son sein en 1951, le Musée national de l'imagerie populaire qui devient le Musée international de l’Imagerie en 1957. Henri Guingot meurt d'une crise cardiaque en 1952 à Épinal.

## Les premières œuvres de sculpture en céramique

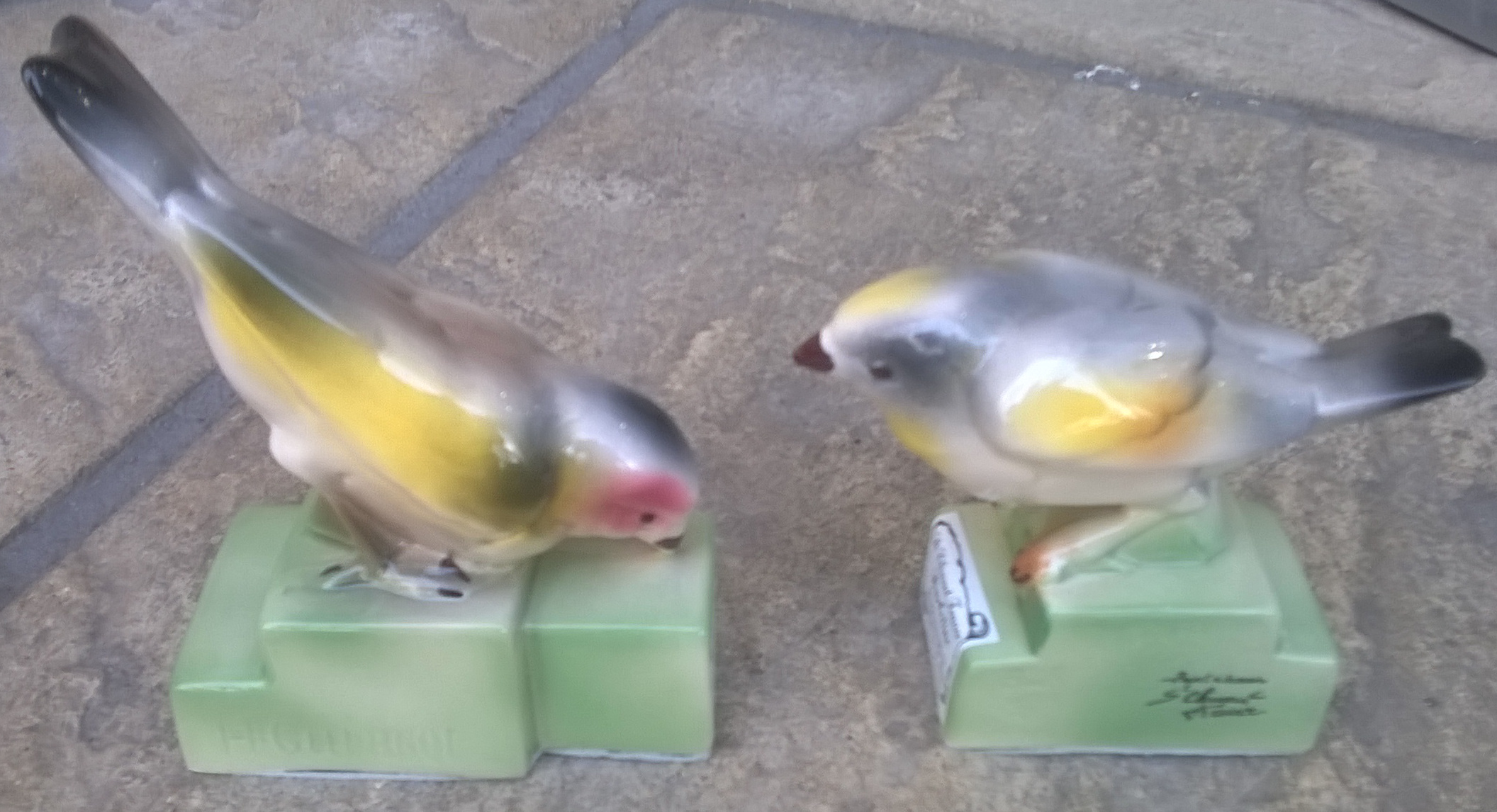
Henri Guingot : sculptures d'oiseaux vers 1920, traitées façon « barbotines » par la faïencerie de Saint-Clément.

Henri Guingot sculpte notamment des pigeons édités par l'atelier d'art des frères Mougin pour la  faïencerie de Lunéville puis  des oiseaux et une chèvre (en 1930), symbole de l'activité artistique pour la  faïencerie de Saint-Clément.

## Les autres sculptures
À partir de 1932, Henri Guingot reçoit des commandes publiques: bustes (dont celui de Maurice Pottecher en 1938), bas-reliefs  (dont le tympan de l'église de Contrexéville), monument aux morts de Boismont (Meurthe-et-Moselle), et enfin consécration, le fronton héraldique du pavillon de Lorraine à l'Exposition universelle de 1937 . Il expose régulièrement au Salon d'automne, à la Société nationale des beaux-arts et au Salon des indépendants.
En 1939, il reçoit  la commande d'une plaque de bronze destinée au monument à la mémoire de Léon Millot, père de la vigne vosgienne, qui sera érigé à Mandres-sur-Vair (Vosges) en 1955.

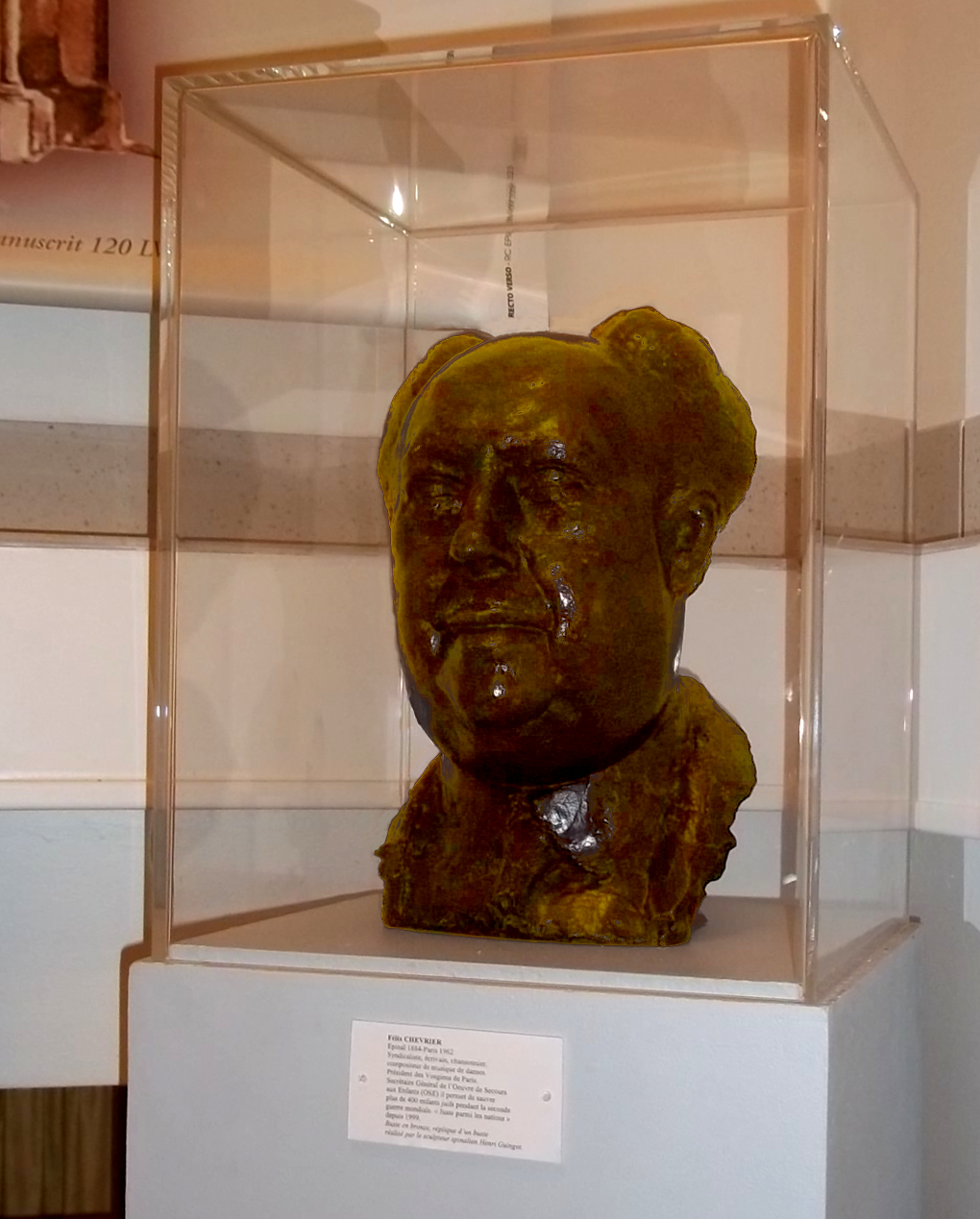
Bronze offert lors de la fête de Saint Nicolas 1937 de l’Union fraternelle des vosgiens de Paris à son Président d'honneur Félix Chevrier. Visible actuellement au musée du Chapitre à Épinal (Vosges)

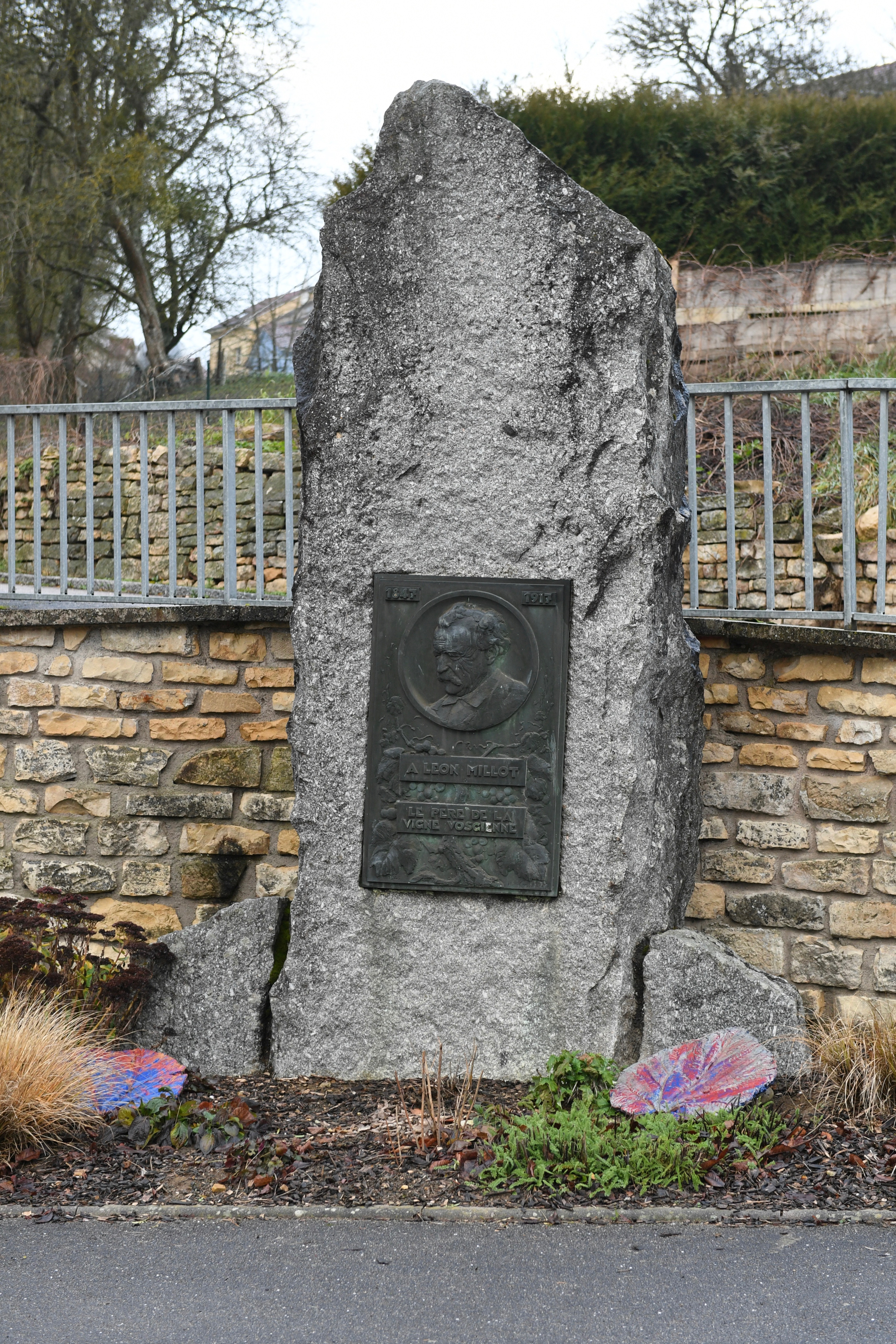
Monument de Léon Millot à Mandres-sur-Vair (Vosges).

## Hommage
La ville d'Épinal a donné son nom à une rue, située dans le quartier de la Vierge.